# LGV Nord
49°54′33″ пн. ш. 2°50′56″ сх. д. / 49.9091° пн. ш. 2.8489° сх. д.
Ligne à Grand Vitesse Nord (Північна високошвидкісна лінія) зазвичай, скорочують до LGV Nord, французька швидкісна залізниця завдовжки 333 км, відкрита в 1993 році, що сполучає Париж з бельгійським кордоном і тунелем під Ла-Маншем через Лілль. Лінія була третьою високошвидкісною лінією, відкритою у Франції.
Через максимальну швидкість 300 км/год лінія значно скоротила час в дорозі між Парижем і Ліллем. Його розширення на північ (Бельгія, тунель під Ла-Маншем) і на південь (через LGV Interconnexion Est) скоротили час у дорозі до Великої Британії та Бенілюксу, а також для міжрегіональних поїздок між північною, південно-східною та південно-західною Францією. Оскільки залізницю прокладено на рівнинних ділянках, максимальний похил становить 25 м/км (2,5‰).
З усіх французьких високошвидкісних ліній LGV Nord має найширший вибір швидкісного рухомого складу: TGV POS, TGV Réseau, TGV Atlantique, TGV Duplex, Eurostar e300, Eurostar e320, Thalys PBA та PBKA, а також місцеві потяги. Рух контролює Лілльський залізничний центр.

## Станції
- Гар-дю-Нор
- Верхня Пікардія
- Аррас
- Лілль-Європа
- Кале-Фретен